# 新謝爾吉耶夫卡區

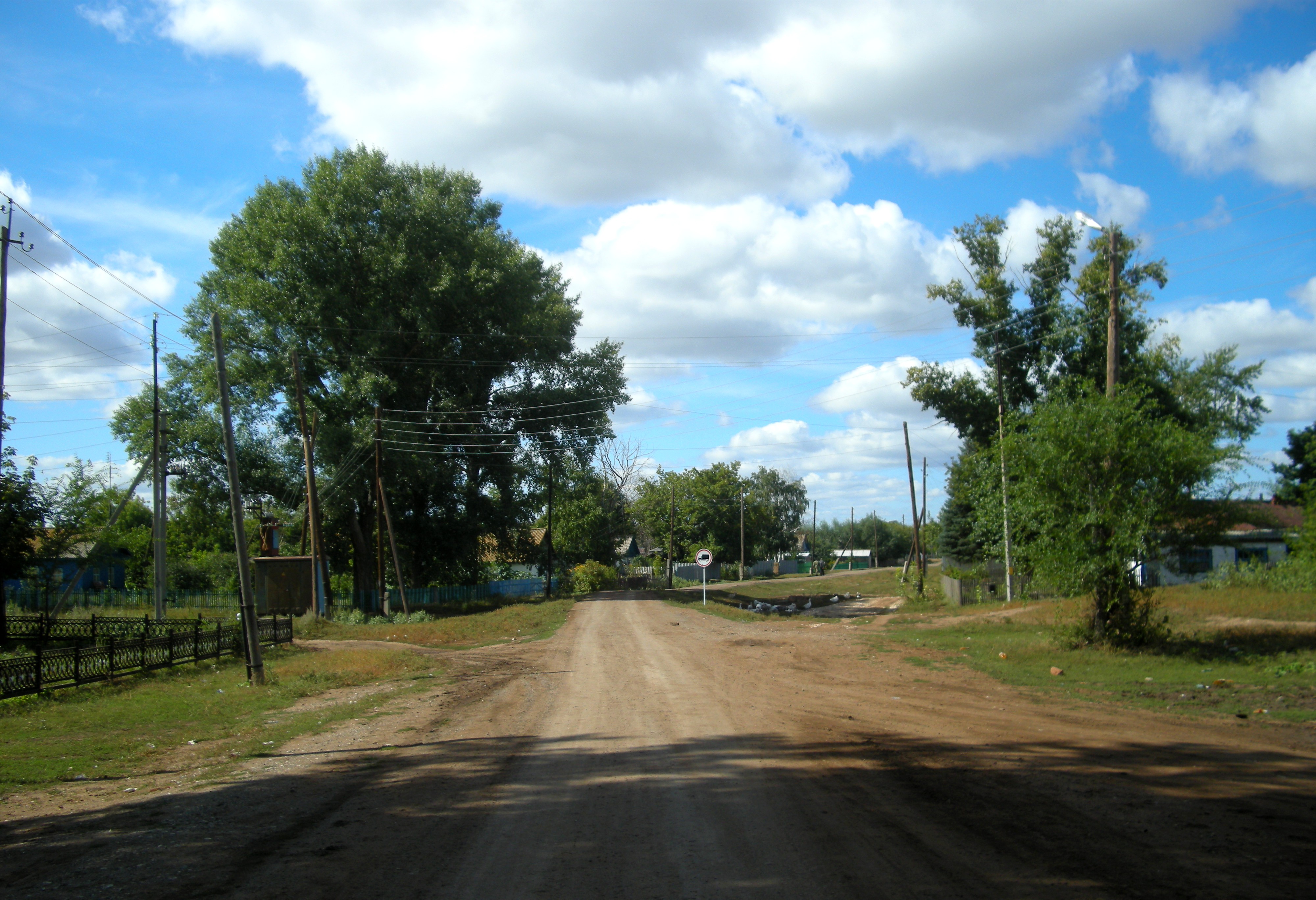

52°05′23″N 53°38′38″E / 52.08972°N 53.64389°E
新謝爾吉耶夫卡區（俄语：Новосергиевский район），是俄羅斯的一個區，位於該國西南部，由奧倫堡州負責管轄，面積4,500平方公里，2010年人口36,322，人口密度每平方公里8.07人。

## 人口
人口總數：36,322（2010年人口普查）； 2002年人口37,837；1989年人口37,804。
根據2010年人口普查，這裏的人口种族构成如下：
- 俄羅斯 77.0%
- 巴什基尔 6.8%
- 鞑靼 5.7%
- 其他種族 10.5%